# Паскоал Раніері Маззіллі
Паскуа́л Раніє́рі Маззі́ллі (порт. Pascoal Ranieri Mazzilli; 27 квітня 1910 — 21 квітня 1975) — бразильський політик.
Маззіллі був головою Палати Депутатів Бразилії з 1958 до 1965 року. Протягом двох тижнів в серпні 1961 року він тимчасово займав президентську посаду після відставки Жаніу Квадруса, тому що віце-президент Жуан Гуларт був на офіційному візиті в Китаї. Крім того, армійська верхівка не дозволяла Гуларту зайняти посаду до обмеження його повноважень парламентом.
1 квітня 1964 року, після державного перевороту та відставки Гуларта, Маззіллі знову тимчасово займав президентську посаду, поки маршал Умберту ді Аленкар Кастелу Бранку не став президентом після непрямих виборів 15 квітня.